# Andrea Gentile
Andrea Gentile est un footballeur italien évoluant au poste de milieu de terrain né le 9 février 1980 à Aoste. Il a la particularité d'avoir connu quatre promotions, deux en Serie A avec Messine et le Torino Football Club, une en Serie B avec Padoue et enfin une en Serie C1 avec Coni.

## Biographie

### Formation
Andrea Gentile commence l'apprentissage du football au sein du prestigieux club de la Juventus. Gentile restera neuf ans à Turin où il disputera les championnats Esordienti (U13), Giovanissimi (U15), Allievi (U17) et Primavera (U19). Durant cette période, le milieu de terrain sera également convoqué deux fois en sélection nationale des moins de quinze ans et trois fois en sélection nationale des moins de seize ans.

### Carrière professionnelle
Andrea Gentile commence sa carrière professionnelle en 1998 avec le Vallée d'Aoste Calcio qui milite alors en Serie D (5e division). Auteur d'une saison pleine (26 titularisations) avec le club de sa région natale, Gentile retourne à la Juventus FC en 1999 pour disputer le championnat Primavera. 
En 2000, Gentile s'engage en faveur de Brescello. Il disputera le championnat de Serie C1 entre 2000 et 2001 puis de Serie C2 entre 2001 et 2002 et totalisera 59 titularisations et 3 buts. Après la relégation en Serie C2 Gentile aidera Brescello à décrocher la 3e place du groupe A synonyme de Play-off pour la monter en Serie C1. Brescello s'inclinera en finale des Play-off contre la Sambenedettese.

#### La Serie B
Ces deux saisons passées à Brescello furent un tremplin pour Gentile. Le valdôtain disputera en effet les 5 saisons successives en Serie B sous les couleurs de Trieste, Messine, Arezzo, du Torino Football Club et de Crotone. Durant cette période il totalisera 117 titularisations et 7 buts en Serie B. Avec Trieste Gentile terminera 5e de Serie B en 2003.
La saison suivante Gentile s'engage en faveur de Messine. Cette saison 2003-2004 peut être considérée comme la meilleure de la carrière du milieu de terrain. Avec 31 titularisations et 2 buts Gentile fut l'artisan de la promotion de Messine en Serie A.Gentile passera ensuite par Arezzo où il terminera 15e de Serie B en 2005 puis par le Torino Football Club. Avec le Torino Gentile sera de nouveau promu en Serie A après une 3e place en championnat et une victoire en Play-off contre Mantoue. La saison 2006-2007 sera la dernière du valdôtain en Serie B. Sous les couleurs de Crotone Gentile terminera 21e de Serie B synonyme de relegation en Lega Pro.

#### La Lega Pro
En Janvier 2007, Gentile est vendu au club de Monza avec lequel il terminera 8v du groupe A de Serie C1. Entre 2007 et 2009 le milieu de terrain passe ensuite par Padoue. Il terminera sa première saison à Padoue à la 6e place du groupe A de Serie C1 puis participera activement à la promotion du Club en Serie B la saison suivante (Padoue termina 4e du groupe A de Serie C1 puis remporta la finale des Play-off contre la Pro Patria). En 2010 Gentile s'engagera avec Olbia pour disputer le championnat de Serie C2.En 2011 le club terminera à la 8e place du groupe A. Après un passage par la Canavese en 2011, Gentile rejoindra Coni. Au terme de la saison 2011-2012, Coni sera promu en première division de Lega Pro grâce à sa victoire en Play-off contre le Virtus Entella.
L'année suivante et malgré une offre de Coni, Gentile décide de signer en faveur du Saint-Christophe Vallée d'Aoste, club de sa ville natale, néo promu en Serie C2 en 2012. Après la relégation du club valdôtain en Serie D à la fin de la saison 2012-2013, Gentile décide de prolonger son contrat avec le club en août 2013. Après 4 mois passés sous les couleurs du Saint-Christophe Vallée d'Aoste en Serie D, Gentile décide de résilier son contrat à la suite d'un désaccord avec la direction du club.